# Zjanna Nemtsova
Zjanna Borisovna Nemtsova, född 26 mars 1984 i Gorkij, Ryska SFSR, Sovjetunionen
(nu Nizjnij Novgorod, Ryssland), är en rysk journalist och människorättsaktivist.
Efter studier i Moskva började Nemtsova arbeta som journalist för både radio och tv. År 2015 mördades hennes far politikern Boris Nemtsov och hon drev på hårt att händelsen skulle utredas ordentligt. Hon trakasserades och hotades för sitt arbete att tvinga regimen att utreda mordet och detta ledde till att hon till slut lämnade Ryssland.
I sitt nya hemland Tyskland arbetar hon som journalist och fortsätter sin kritik mot Putin och synen på yttrandefrihet i Ryssland.
År 2016 tilldelades Zjanna Nemtsova International Women of Courage Award.